# Cerchysiella kamathi
Cerchysiella kamathi är en stekelart som först beskrevs av Mani och Saraswat 1974.  Cerchysiella kamathi ingår i släktet Cerchysiella och familjen sköldlussteklar. Inga underarter finns listade i Catalogue of Life.